# Пакт чотирьох держав

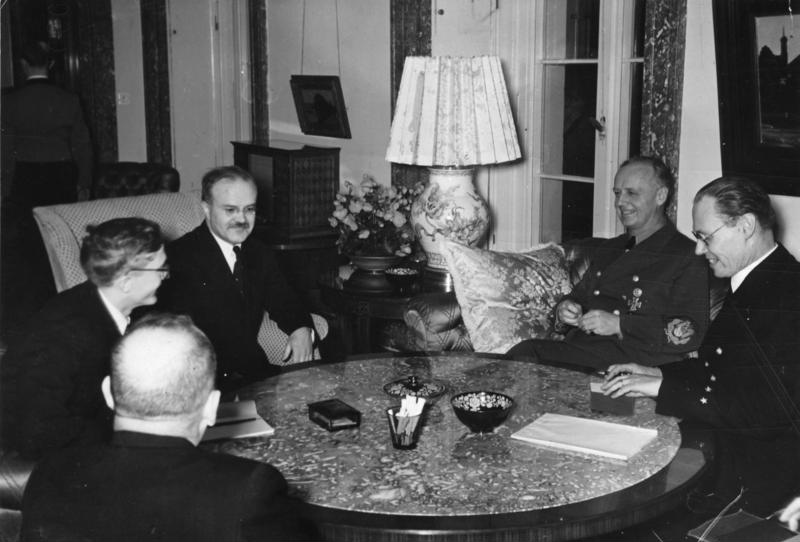
Вячеслав Молотов в Рейсхканцелярії, 1940 р.

Пакт чотирьох держав — договір про дружбу та економічну підтримку з можливістю ведення спільних воєнних дій проти інших країн, який, за ініціативи керівництва Німеччини, наприкінці 1940 року, планувалося укласти між країнами альянсу "Осі"  та СРСР.
Пакт мав на меті створення потужного військово-політичного альянсу і фактичний воєнний розподіл Східної півкулі планети між країнами-учасницями. Назва договору відбиває кількість договірних сторін, якими мали стати націонал-соціалістична Німеччина, Радянський Союз, фашистська Італія та імперіалістична Японія.
Пряма пропозиція щодо підписання угоди була висунута А. Гітлером і Й. фон Ріббентропом під час візиту В'ячеслава Молотова до Берліна у листопаді 1940.
Радянська сторона погодилася на підписання угоди, але вже під час листопадових переговорів. Підписання Пакту не відбулося через позицію Німеччини.

## Передумови
| «Наші відносини з Німеччиною, як я вже сказав, покращилися докорінно. Не тільки безглуздо, але й злочинно вести таку війну, як війна за "знищення гітлеризму"». З виступу Наркома СРСР з закордонних справ Молотова в 1939 році[1] |
23 серпня 1939 року, між Німеччиною і СРСР був підписаний Пакт Молотова — Ріббентропа, секретна частина якого розмежовувала сфери впливу цих держав у Східній Європі, і вже у вересні 1939 року були розв'язані спільні бойові дії Вермахту і Червоної армії проти Польщі. Сторони підписали договір про дружбу і кордони і почали багатостороннє торгове співробітництво.
В серпні 1940 року країнами Осі був підписаний Пакт трьох держав, згідно з яким нацистський Третій Рейх, фашистська Італія та Японська імперія зобов'язалися допомагати одна одній у встановленні «нового світового порядку». Коли керівництво Радянського Союзу дізналося про укладення Пакту і зацікавилося подробицями, 12 листопада 1940 року Адольф Гітлер запропонував В'ячеславу Молотову, що перебував з візитом у Берліні, щоб Союз Радянських Соціалістичних Республік долучився до країн Фашистського альянсу як повноправний четвертий учасник. Проєкт Договору розроблявся Йоахімом фон Ріббентропом і його було зачитано Молотову 13 листопада 1940 року в бомбосховищі, під час бомбардування Берліна авіацією союзників.

## Сенс договору
Майже так само, як і у випадку з Пактом трьох держав, країни-учасниці зобов'язувалися надавати одна одній політичну та економічну допомогу та визначали власні сфери впливу у світі. Радянська сторона наполягала і на можливості воєнної взаємодопомоги країн Пакту. Так, Німеччина та Італія утверджували своє панування в Західній, Північній Європі, частково Південній Європі, Північно-Східній і Північній Африці, Середній Африці і Західній Африці. СРСР — у Східній Європі, частково Південній Європі, частково Північній Європі, Західній Азії і Середній Азії до Індійського океану, Японія — у Східній Азії.

## Текст німецького проєкту Договору
Уряди держав-учасниць Троїстого пакту, керуючись бажанням встановити новий порядок, що сприятиме добробуту народів, у сферах, що їх цікавлять з метою створення базису для співпраці дійшли згоди про таке:
1. Згідно з пактом трьох держав, Німеччина, Японія та Італія дійшли згоди, що потрібно перешкодити розширенню війни у світовий конфлікт і що необхідно спільно працювати для встановлення миру. Вони оголосили про своє бажання залучити до співпраці з ними інші народи в інших частинах світу, оскільки ці народи згодні дати своїм прагненням той же напрямок. СРСР заявляє про свою солідарність з цими цілеспрямованостями та вирішив зі свого боку політично співпрацювати з учасниками пакту трьох.
2. Німеччина, Італія, СРСР і Японія зобов'язуються поважати сфери взаємних інтересів. Остільки, оскільки сфери цих інтересів стикаються, вони будуть в дружньому дусі домовлятися з усіх виникаючих з цього факту питань.
3. Сторони не будуть підтримувати угруповань, спрямованих проти однієї з них. Вони зобов'язуються підтримувати один одного економічно, будуть прагнути розширити свої економічні угоди.

### Таємні протоколи
1. Про розмежування головних сфер інтересів чотирьох держав з ухиленням радянської сфери в напрямку до Індійського океану.
2. Про Протоки — у дусі невоєнних, дипломатичних домовленостей між Туреччиною, СРСР, Італією і Німеччиною.

## Побажання СРСР до Договору
СРСР погодився прийняти в основному проєкт пакту чотирьох держав про їх політичне співробітництво та економічну взаємодопомогу, викладений Ріббентропом в бесіді з Молотовим, за таких умов:
1. Якщо німецькі війська будуть негайно виведені з Фінляндії, що представляє сферу впливу СРСР згідно з радянсько-німецькою угодою 1939 року;
2. Якщо буде забезпечено безпеку СРСР в Протоках шляхом укладення пакту взаємодопомоги між СРСР і Болгарією та організації військової і військово-морської бази СРСР у районі Босфору і Дарданелл «на засадах довгострокової оренди»;
3. Якщо вектором сфери інтересів СРСР буде визнаний район на південь від Батумі і Баку в загальному напрямку до Перської затоки;
4. Якщо Японія відмовиться від своїх концесійних прав по вугіллю і нафті на Північному Сахаліні «на умовах справедливої компенсації».

### Таємні протоколи
При цьому СРСР пропонував укласти не 2, а 5 секретних протоколів:
1. Про закріплення сфери інтересів СРСР за районом на південь від Батумі та Баку в загальному напрямку до Перської затоки;
2. Про організацію військової і військово-морської бази СРСР у районі Босфору та Дарданелл. Про примус Туреччини, яка симпатизувала Антигітлерівській коаліції і пізніше увійшла до її складу, приєднатися до держав-підписантів Пакту чотирьох держав. Радянська сторона запропонувала, щоби у разі відмови Туреччини приєднатися до цього Пакту, «Німеччина, Італія та СРСР виробили та провели в життя всі необхідні воєнні та дипломатичні заходи»;
3. Про закріплення сфери інтересів СРСР у Фінляндії;
4. Протокол між СРСР і Японією про відмову Японії від вугільної та нафтової концесій на Північному Сахаліні;
5. Про визнання того, що Болгарія, зважаючи на її географічне положення, знаходиться у сфері безпеки чорноморських кордонів СРСР, у зв'язку з чим вважається політично необхідним укладення «пакту про взаємодопомогу» між СРСР і Болгарією.

## Наслідки
Про серйозність намірів СРСР щодо укладання Пакту між нацистською Німеччиною, фашистською Італією, комуністичним СРСР та Японською імперією свідчать факти того, що Молотов наполегливо домагався відповіді на зустрічні пропозиції СРСР. При першій же бесіді з Гітлером новий посол СРСР у Німеччині В. Г. Деканозов висловив побажання продовжити обговорення цієї теми. Ріббентроп відповів, що радянські пропозиції обговорюються з Італією і Японією, проте відповідь так і не було дано, оскільки збільшення військової присутності СРСР в Південній Європі було для країн Осі неприйнятним з точки зору безпеки, на що німецька сторона неодноразово натякала під час перемовин. Про зацікавленість СРСР в укладанні Пакту говорить і та обставина, що одночасно з викладенням радянських побажань до проєкту Договору, радянською стороною були зроблені дипломатичні кроки напрямку Болгарії. А саме була організована «випадкова зустріч» Молотова з болгарським послом Стаменовим. Одночасно зі спеціальною місією відвідав Софію і генеральний секретар наркомату закордонних справ СРСР Соболєв. Про сенс цієї місії Сталін поінформував Комінтерн, метою якого була світова більшовицька революція: «Ми сьогодні робимо болгарам пропозицію про укладення пакту взаємодопомоги».
Через деякий час після мовчазного відкидання Третім Рейхом пропозицій Радянським Союзом, воєнна розвідка СРСР почала повідомляти Московський кремль про німецькі дії, які свідчили про приготування до Німецько-радянської війни (1941—1945).